# XXXX (album)
Pour les articles homonymes, voir XXXX (homonymie).
XXXX est le troisième album complet du groupe canadien anglophone de dance-punk You Say Party (anciennement You Say Party! We Say Die!), sorti le 29 septembre 2009, le dernier sous le nom long originel du collectif et avec le batteur Devon Clifford décédé subitement en avril 2010 au cours d'un concert ou d'une répétition.
En plus du titre même de l'album, les lettres « XXXX » apparaissent dans plusieurs titres de ses chansons, s'y substituant au mot anglais « love » — « amour », en français — (comme dans une version du titre de la chanson « Show me love », du chanteur pop suédois anglophone Andreas Johnson, en 2005). Dans une interview accordée à CBC Radio 3, la chanteuse du groupe Becky Ninkovic explique qu'au moment de finaliser la pochette du premier EP du groupe, Dansk Wad, elle voulait y laisser une "marque d'amour" personnelle, choisissant pour ce faire de la couvrir de plusieurs séries de quatre X tourbillonnant(e)s.
L'album est nommé sur une "liste étendue" pour le prix de musique "Polaris" de 2010.

## Liste des pistes (ici pour beaucoup traduites en français)
1. Il y a de l'XXXX dans mon cœur (There's love in my heart à l'écoute) - 4:39
2. Gloire (Glory) - 2:14
3. Jours sombres  - 4:46
4. Cosmic Wanship Avengers - 3:32
5. Déjeuner en solitaire - 4:44
6. Faire l'XXXX (Make love) - 4: 0
7. Le bal de promo de Laura Palmer (inspiré du feuilleton "Twin Peaks" de David Lynch) – 4:44
8. Elle a parlé pour - 3:49
9. XXXX (-) Loyauté  - 3:25
10. Cœur d'or (Heart of gold) - 4:08

## Production
Howard Redekopp, producteur, ingénieur, mixeur.